# Бородинский район
Бороди́нский район — административно-территориальная единица в составе Сибирского края РСФСР СССР, существовавшая в 1925—1929 годах.
Районный центр — село Красноярка.

## История
Район образован Постановлением ВЦИК от 25 мая 1925 года из Бородинской укрупнённой волости Омского уезда Омской губернии. Район вошёл в состав Омского округа Сибирского края.
В декабре 1925 года из Алексеевского сельского совета был выделен Александровский. Из Лежанского сельского совета выделен Верхнебитинский. Из Георгиевского сельского совета была выделена часть в Новооболоньский сельский совет. Из частей Георгиевского и Демьянского сельских советов выделен Никольский. Из Крупянского сельского совета был выделен Ливенский. Из частей Георгиевского и Максимовского сельских советов выделен Осиповский. Из частей Георгиевского и Демьянского сельских советов был выделен Никольский. Из Новотроицкого сельского совета был выделен Чернолучинский.
В 1925 году в районе насчитывалось 187 населённых пунктов, 33 сельских совета, 5619 хозяйств.
В 1926 году Александровский сельский совет переименован в Ново-Александровский. Питомцевский сельский совет переименован в Покровский с переносом центра из села Питомцево в село Покровка. Осиповский сельский совет переименован в Михайловский с переносом центра из села Осиповка в село Михайловка.
На 1926 год в районе насчитывалось 6273 хозяйства, 29 сельских советов, 156 населённых пунктов.
В 1929 году район был упразднён. Территория вошла в Иконниковский и Омский районы.

## Административно-территориальное деление
- Александровский сельский совет (село Алексадровка)
- Алексеевский сельский совет (село Алексеевка)
- Богдановский сельский совет (село Богдановка)
- Большекулачинский сельский совет (село Большекулачье)
- Верхнебитинский сельский совет (село Верхняя Бития)
- Георгиевский сельский совет (село Георгиевка)
- Давыдовский сельский совет (село Давыдовка)
- Демьяновский сельский совет (село Демьянское)
- Захламинский сельский совет (село Захламино)
- Ильинский сельский совет (село Ильинка)
- Калиновский сельский совет (село Бутово)
- Красноярский сельский совет (село Красноярка)
- Крупянский сельский совет (село Крупянка)
- Лежанский сельский совет (село Лежанка)
- Ливенский сельский совет (село Ливенка)
- Максимовский сельский совет (село Максимовка)
- Михайловский сельский совет (село Михайловка)
- Надеждинский сельский совет (село Надеждино)
- Николаевский сельский совет (село Николаевка)
- Никольский сельский совет (посёлок Николаевский)
- Новоалександровский сельский совет (село Александровка)
- Новооболоньский сельский совет (село Новооболонь)
- Новотроицкий сельский совет (село Новотроицкое)
- Покровский сельский совет (село Покровка)
- Суховский сельский совет (село Сухое)
- Трусовский сельский совет (село Трусовка)
- Харинский сельский совет (село Харино)
- Чернолучинский сельский совет (село Чернолучье)
- Шпехтовский сельский совет (хутор Шпехт)

## Население
В 1925 году по похозяйственным книгам в районе насчитывалось 31279 человек.
По переписи населения 1926 года в районе проживало 34423 человека в сельской местности (17226 м — 17197 ж). Крупные национальности: русские, украинцы, немцы, киргизы, поляки, литовцы, чехи, эстонцы, мордва.
Крупнейшие населённые пункты:
- село Демьяновка — 1831 чел.;
- село Ново-Троицкое — 1782 чел.;
- село Надеждино — 1684 чел.;
- село Красноярка — 1514 чел.;
- село Александровка — 1370 чел.;
- деревня Харина — 1229 чел.;
- село Николаевка — 1050 чел.;
- село Больше-Кулачье — 1028 чел.;
- посёлок Георгиевка — 984 чел.;
- село Захламино — 980 чел.